# Моноклональный
Моноклональные клетки представляют собой группу клеток, продуцируемых из одной наследственной клетки путем повторной клеточной репликации. Таким образом, можно сказать, что они образуют один клон. Термин моноклональный происходит от древнегреческого монос, что означает «один» или «одиночный», и клон, что означает «веточка».
Процесс репликации может происходить in vivo или может стимулироваться in vitro для лабораторных манипуляций. Использование этого термина, как правило, подразумевает, что существует некоторый метод для различения клеток исходной популяции, из которой происходит единичная предковая клетка, например, случайное генетическое изменение, которое наследуется потомством.
Обычные употребления этого термина включают в себя:
- Моноклональное антитело: одиночная гибридомная клетка, которая случайно включает соответствующую рекомбинацию V(D)J для получения желаемого антитела, клонируется для получения большой популяции идентичных клеток. В неофициальном лабораторном жаргоне моноклональные антитела, выделенные из супернатантов клеточных культур этих гибридомных клонов (гибридомных линий), просто называют моноклональными.
- Моноклональное новообразование (опухоль): одиночная аберрантная клетка, которая подверглась канцерогенезу, размножается в раковой массе.
- Моноклональная плазматическая клетка (также называемая дискразией плазматической клетки): одиночная аберрантная плазматическая клетка, которая подверглась канцерогенезу, размножается, что в некоторых случаях является раковым.

## Рекомендации
1. ↑  Monoclonal // Mosby's Medical Dictionary (неопр.). — 8th. — Elsevier, 2009. Архивировано 27 мая 2021 года.